# 빌리 아론 브라운
빌리 에런 브라운(Billy Aaron Brown, 1981년 7월 28일 ~ )은 미국의 배우이다.

## 출연 작품
- 하프웨이 (2016년)
- 애프터 크리스마스 (2012년)
- 더 스트립 (2009년)
- 헤드리스 호스맨 (2007년)
- 세이버투스의 습격 (2005년)
- 레슬링 소년 제이스 (2004, Going to the Mat) - 존 램브리 역
- 데이비드를 찾아서 (2004년) - 데이비드 디턴 역
- 더 첼린지 (2003년)
- 지퍼스 크리퍼스 2 (2003년)
- 게팅 데어 (2002년)
- 홀리데이 인 더 선 (2001년)

### 텔레비전
- 아빠는 연애코치 (2002-04)
- NCIS (2005) - 대니 포터 역